# Ruy (França)
Ruy-Montceau és un municipi francès situat al departament de la Isèra i a la regió d'Alvèrnia-Roine-Alps. L'any 2007 tenia 4.030 habitants.

## Demografia

### Població
El 2007 la població de fet de Ruy era de 4.030 persones. Hi havia 1.515 famílies de les quals 268 eren unipersonals (134 homes vivint sols i 134 dones vivint soles), 522 parelles sense fills, 672 parelles amb fills i 53 famílies monoparentals amb fills.
La població ha evolucionat segons el següent gràfic:
Habitants censats

### Habitatges
El 2007 hi havia 1.640 habitatges, 1.530 eren l'habitatge principal de la família, 32 eren segones residències i 78 estaven desocupats. 1.477 eren cases i 159 eren apartaments. Dels 1.530 habitatges principals, 1.303 estaven ocupats pels seus propietaris, 207 estaven llogats i ocupats pels llogaters i 21 estaven cedits a títol gratuït; 8 tenien una cambra, 40 en tenien dues, 103 en tenien tres, 429 en tenien quatre i 949 en tenien cinc o més. 1.173 habitatges disposaven pel capbaix d'una plaça de pàrquing. A 515 habitatges hi havia un automòbil i a 935 n'hi havia dos o més.

### Piràmide de població
La piràmide de població per edats i sexe el 2009 era:
| Homes | Edats   | Dones |
| ----- | ------- | ----- |
| 0     | 95 o +  | 0     |
| 0     | 90 a 94 | 0     |
| 16    | 85 a 89 | 16    |
| 8     | 80 a 84 | 8     |
| 60    | 75 a 79 | 56    |
| 64    | 70 a 74 | 52    |
| 68    | 65 a 69 | 64    |
| 128   | 60 a 64 | 108   |
| 100   | 55 a 59 | 116   |
| 148   | 50 a 54 | 144   |
| 148   | 45 a 49 | 140   |
| 144   | 40 a 44 | 188   |
| 160   | 35 a 39 | 136   |
| 132   | 30 a 34 | 156   |
| 104   | 25 a 29 | 76    |
| 100   | 20 a 24 | 108   |
| 136   | 15 a 19 | 144   |
| 156   | 10 a 14 | 132   |
| 136   | 5 a 9   | 144   |
| 112   | 0 a 4   | 80    |

## Economia
El 2007 la població en edat de treballar era de 2.652 persones, 1.948 eren actives i 704 eren inactives. De les 1.948 persones actives 1.821 estaven ocupades (981 homes i 840 dones) i 127 estaven aturades (52 homes i 75 dones). De les 704 persones inactives 259 estaven jubilades, 257 estaven estudiant i 188 estaven classificades com a «altres inactius».

### Ingressos
El 2009 a Ruy hi havia 1.584 unitats fiscals que integraven 4.247,5 persones, la mediana anual d'ingressos fiscals per persona era de 22.900 €.

### Activitats econòmiques
Dels 226 establiments que hi havia el 2007, 1 era d'una empresa extractiva, 3 d'empreses alimentàries, 2 d'empreses de fabricació de material elèctric, 1 d'una empresa de fabricació d'elements pel transport, 14 d'empreses de fabricació d'altres productes industrials, 57 d'empreses de construcció, 51 d'empreses de comerç i reparació d'automòbils, 4 d'empreses de transport, 9 d'empreses d'hostatgeria i restauració, 4 d'empreses d'informació i comunicació, 7 d'empreses financeres, 10 d'empreses immobiliàries, 30 d'empreses de serveis, 25 d'entitats de l'administració pública i 8 d'empreses classificades com a «altres activitats de serveis».
Dels 62 establiments de servei als particulars que hi havia el 2009, 1 era una oficina de correu, 12 tallers de reparació d'automòbils i de material agrícola, 10 paletes, 6 guixaires pintors, 11 fusteries, 6 lampisteries, 6 electricistes, 2 perruqueries, 6 restaurants i 2 agències immobiliàries.
Dels 11 establiments comercials que hi havia el 2009, 1 era un supermercat, 1 una gran superfície de material de bricolatge, 1 una carnisseria, 1 una botiga de congelats, 2 sabateries, 1 una botiga de mobles, 3 drogueries i 1 una floristeria.
L'any 2000 a Ruy hi havia 40 explotacions agrícoles que ocupaven un total de 880 hectàrees.

## Equipaments sanitaris i escolars
El 2009 hi havia 1 farmàcia i 1 ambulància.
El 2009 hi havia 1 escola maternal i 2 escoles elementals.

## Poblacions més properes
El següent diagrama mostra les poblacions més properes.